# Rusznica

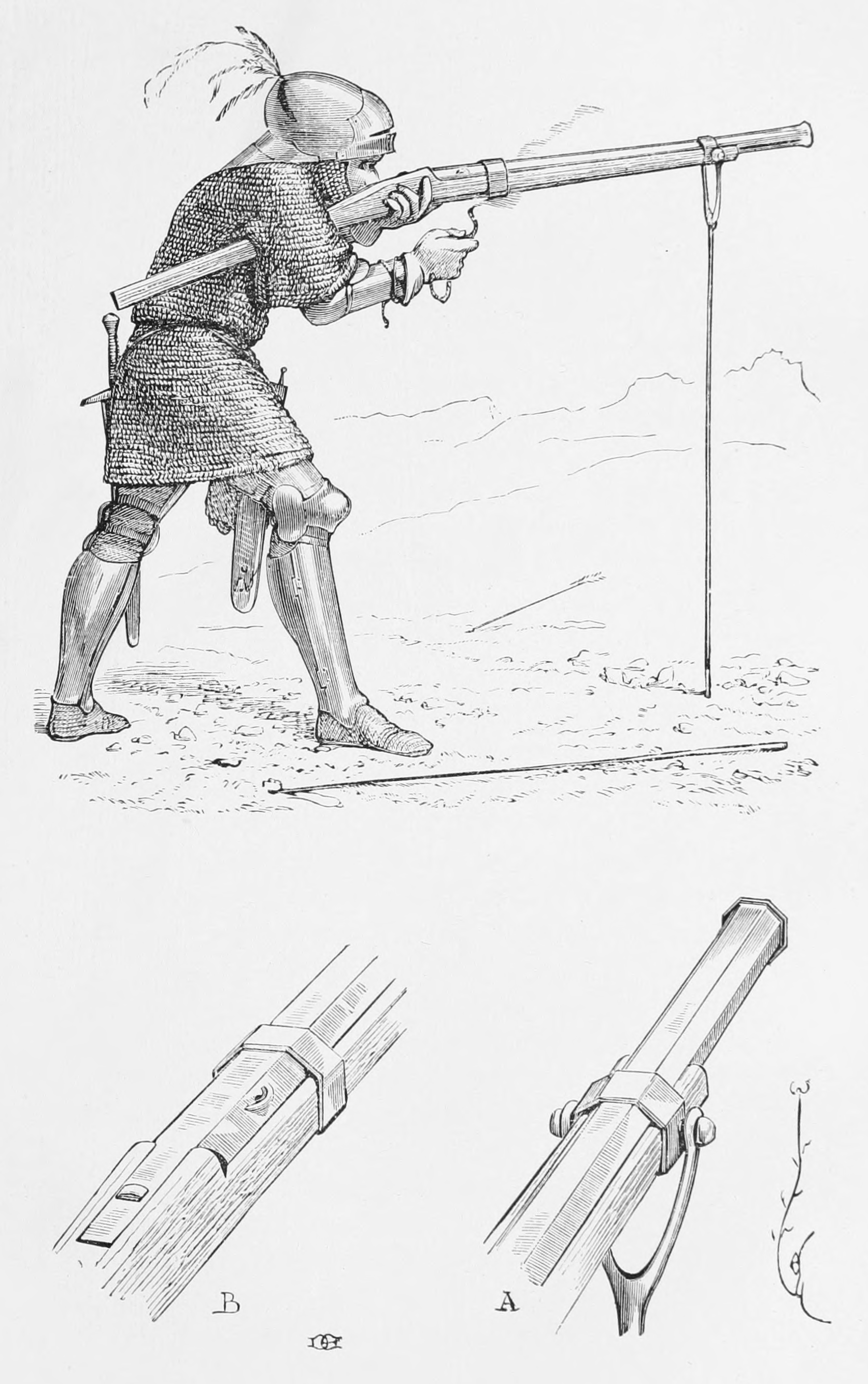
Strzelanie z rusznicy

Rusznica (staropol. ruśnica z czes. ručnice) – jeden z pierwszych typów prymitywnej ręcznej broni palnej nieposiadającej zamka, znanej w Europie już od XIV w.

## Opis
Odpalenie ładunku miotającego odbywało się poprzez ręczne przyłożenie lontu lub tlącej się hubki do podsypanej prochem panewki. Lufy średniowiecznych rusznic wytwarzano poprzez okuwanie rozżarzonej sztaby wokół okrągłego stalowego pręta. W rezultacie uzyskiwano lufy lekkie, a jednocześnie mocniejsze od odlewanych. Z rusznicy strzelano trzymając drewniane łoże pod pachą niekiedy dodatkowo podpierając broń na forkiecie (dokładne celowanie nie było możliwe). Lżejszą wersją rusznicy był petrynał z którego strzelano opierając kolbę o napierśnik zbroi, natomiast cięższą wersją używaną do strzelania z umocnień (np. murów miejskich) była hakownica. W XVI w. rusznice zaczęły wychodzić z użycia, zastępowane nowocześniejszymi muszkietami (wyposażonymi w zamki lontowe).
Pierwsze rusznice pojawiły się w wojsku I Rzeczypospolitej za czasów panowania Zygmunta Starego, stanowiąc często spotykaną broń wśród wojsk obrony potocznej.